# Marco Tullio Giordana
Marco Tullio Giordana (Milán, 1 de octubre de 1950) es un director de cine y guionista italiano.

## Biografía
Su incursión en el cine tuvo lugar a finales los años 70, colaborando en el guion del documental Forza Italia! (1977) de Roberto Faenza. Dos años después, debutó como director con el largometraje Maledetti vi amerò (1979), que se presentó en el Festival de Cannes y que ganó el Leopardo de Oro en el Festival Internacional de Cine de Locarno.
En 1981 dirigió la película La caduta degli angeli ribelli, presentada en la Mostra de Venecia, y en la que, como en su anterior trabajo, los terroristas tienen el protagonismo. En 1984 adaptó para la televisión la novela de Carlo Castellaneta, Notti e nebbie, que trata la vida de un fascista afincado en Milán en la decadencia de la República de Saló.
Tres años más tarde volvió a dirigir una nueva película con Appuntamento a Liverpool (1987), la obra narra la tragedia de Heysel, cuando el 29 de mayo de 1985, incidentes provocados por hinchas del Liverpool en los momentos previos la final de la Copa de Europa de Fútbol que enfrentó en Bruselas al equipo británico con la Juventus de Turín, causaron la muerte de 39 personas, de los cuales 32 eran italianos.
En 1991 participa en la película colectiva La domenica specialmente, dividido en cuatro episodios. Giordana, dirigió el titulado El fuoco nieve sul, inspirado por la historia de Tonino Guerra. Los otros episodios fueron dirigidos por Giuseppe Tornatore, Giuseppe Bertolucci y Francesco Barilli. En 1995 volvió a dirigir otra película sobre la historia de Italia, con Pasolini, un delito italiano.
En 1996 participa junto con los directores de Gianni Amelio, Marco Risi, Alessandro D'Alatri y Mario Martone en el proyecto de la RAI y UNICEF, Oltre la infanzia - Cinque registro de UNICEF. En 2000 regresó a la Mostra de Venecia con I cento passi, por la cual recibe el premio al mejor guion. La películas trata sobre la vida y la muerte del periodista siciliano Peppino Impastato, un famoso activista contra la mafia.
En 2003 dirigió la película de televisión La mejor juventud. Se presentó al Festival de Cannes de 2003 donde ganó el premio Un Certain Regard, Una Cierta Mirada. En un principio se planeó como una miniserie en cuatro partes. La película se proyectó en las salas italianas en dos partes de tres horas con 230 000 entradas vendidas. Rai Uno emitió una versión en cuatro partes de 90 minutos en 2003, consiguiendo una audiencia media de seis millones y medio de espectadores. En 2004, Giordana fue reconocido con el premio del público en el Festival Internacional de Cine de Seattle.
En 2005 presentó una nueva película en competición al Festival de Cannes, Quando sei nato non puoi più nasconderti.
En 2007 dirigió el telefilme de dos episodios Sanguepazzo, con Monica Bellucci, Luca Zingaretti y Alessio Boni, uno de sus actores fetiche. La película cuenta la trágica historia de Osvaldo Valenti y Luisa Ferida, una pareja de actores que tuvieron un gran éxito durante los años de la Italia fascista y que murieron ejecutados por los partisanos al final de la II Guerra Mundial.
En 2011 realizó la película Romanzo di una strage sobre la famosa masacre de Piazza Fontana, un atentado terrorista que tuvo lugar el 12 de diciembre de 1969, contra las oficinas centrales de la Banca Nazionale dell'Agricoltura, ubicada en la plaza de aquel nombre, en la ciudad italiana de Milán. Como consecuencia del mismo, 17 personas murieron y otras 88 resultaron heridas.

## Filmografía como director
- Maledetti vi amerò (1979)
- La caduta degli angeli ribelli (1981)
- Appuntamento a Liverpool (1988)
- La domenica specialmente (1991)
- L'unico paese al mondo (1994)
- Pasolini, un delito italiano (1995)
- I cento passi (2000)
- La mejor juventud (2003)
- Quando sei nato non puoi più nasconderti (2005)
- Sanguepazzo (2008)
- Romanzo di una strage (2012)
- LEA (2015)
- Two soldiers (2017)
- Scarlatti K.259 (2017)
- Woman's name (2018)
- Yara (2021)
- La vita accanto (2024)

## Premios y distinciones
Festival Internacional de Cine de Cannes
| Año  | Categoría                | Película           | Resultado |
| ---- | ------------------------ | ------------------ | --------- |
| 2003 | Premio Un Certain Regard | La meglio gioventù | Ganador   |
| 2008 | Premio François Chalais  | Sanguepazzo        | Ganador   |

Festival Internacional de Cine de Venecia
| Año  | Categoría                                         | Película                     | Resultado |
| ---- | ------------------------------------------------- | ---------------------------- | --------- |
| 1995 | Medalla de oro del Presidente del Senado italiano | Pasolini, un delito italiano | Ganador   |
| 2000 | Premio Pasinetti                                  | Los cien pasos               | Ganador   |
| 2000 | Premio León de Oro                                | Los cien pasos               | Ganador   |
| 2000 | Premio CinemAvvenire-Mejor película               | Los cien pasos               | Ganador   |